# عین حور
عین حور (به عربی: عین حور) یک منطقهٔ مسکونی در سوریه است که در استان ریف دمشق واقع شده‌است. عین حور ۱٬۹۷۴ نفر جمعیت دارد.